# Eckschmiedt Sándor
Eckschmiedt Sándor (Budapest, 1938. október 25. – 2023. augusztus 12.) magyar atléta, edző, sportvezető, pszichológus.

## Sportpályafutása
1956-tól a Budapesti MÁVAG, 1959-től a Ganz Mávag, 1960-tól a TFSE, majd 1964-től az Újpesti Dózsa kalapácsvetőjeként sportolt. 1962-től 1976-ig huszonkilenc alkalommal szerepelt a magyar válogatottban. Részt vett az 1964. évi, az 1968. évi és az 1972. évi nyári olimpiai játékokon. Egyéni csúcsát – 71.96 métert – 1972-ben dobta. Az aktív sportolástól 1976-ban vonult vissza.

### Sporteredményei
- olimpiai 5. helyezett (1968)
- olimpiai 6. helyezett (1972)
- Európa-bajnoki 6. helyezett (1971)
- kétszeres Európa-bajnoki 7. helyezett (1966, 1969)
- magyar bajnok (egyéni: 1972 ; csapat: 1966, 1967, 1968, 1971, 1972)

## Edzői és sportvezetői pályafutása
Testnevelési Főiskolán 1963-ban tanári, majd 1977-ben atlétika szakedzői oklevelet szerzett. 1963-tól 1965-ig, majd 1975-től 1982-ig az Újpesti Dózsa, 1983-tól 1993-ig a TFSE edzője volt. 1987 és 1991 között a TFSE vezetőedzője. Tagja volt a Magyar Atlétikai Szövetség kalapácsvető szekciójának, edzőbizottságának és a Budapesti Atlétikai Szövetség elnökségének.

## Oktatói, tudományos pályafutása
1968-ban az Eötvös Loránd Tudományegyetemen pszichológus oklevelet szerzett. 1980-tól a Testnevelési Főiskola adjunktusa, 1985-től egyetemi docense. Elsősorban munkaalkalmassági vizsgálatokkal, sportteljesítmény-mérésekkel, edzéshatékonysági vizsgálatokkal foglalkozik. 1993-tól a Testnevelési Egyetem kollégiumigazgatója is. 2002-ben kiemelkedő kollégiumi pedagógiai tevékenysége elismeréseként, megkapta az oktatási miniszter által adományozható Tessedik Sámuel-díjat.